# Velux
VELUX, i marknadsföringssyfte skrivet VELUX, är ett internationellt företag med säte i Köpenhamn i Danmark. Företaget tillverkar och säljer takfönster, ljustunnlar och takfönsterkupoler med tillbehör. Namnet och varumärket Velux är en sammanställning av två latinska ord ve för ventilation och lux för ljus. 